# Ка дел Лаго (Верона)
Ка дел Лаго је насеље у Италији у округу Верона, региону Венето.
Према процени из 2011. у насељу је живело 172 становника. Насеље се налази на надморској висини од 15 м.